# Списък на реките в Луизиана
Списъкът на реките в Луизиана съдържа основните водни басейни, които са на територията на Луизиана, Съединените американски щати.
По-значителните от тях са Мисисипи и нейната делта с речни ръкави, Басейнът Риголет, Пърл Ривър по границата с Мисисипи и Сабин по границата с Тексас. Щатът се отводнява в Мексиканския залив.

## По водосборен басейн
Източно от Мисисипи
- Пърл Ривър
  - Бого Чито

- Риголет
  - Езеро Сейнт Катрин
    - Езеро Пончартрейн
      - Тангипахоа

    - Пас Манчак
      - Езеро Маурипас
        - Емит Ривър

Мисисипи
- Мисисипи
- Ръкави
  - Байо Лафурш
  - Ачифалая
    - Байо Тече

Ред Ривър
- Ред Ривър
  - Блек Ривър
    - Литъл Ривър
      - Кастър Крийк
      - Дъгдъмона

    - Тинзас
      - Байо Мейкън

    - Уашита
      - Бюф Ривър
      - Байо Вартоломю

  - Селин Байо
    - Блек Лейк Байо

Западно от Мисисипи
- Вермилиън

- Марменто

- Калкасиу
  - Уиски Чито Крийк

- Сабин

## По азбучен ред
- Ачифалая
- Байо Вартоломю
- Байо Лафурш
- Байо Мейкън
- Байо Тече
- Блек Ривър
- Блек Лейк Байо
- Бого Чито
- Бюф Ривър
- Вермилиън
- Дъгдъмона
- Емит Ривър
- Калкасиу
- Кастър Крийк
- Литъл Ривър
- Марменто
- Мисисипи
- Уашита
- Пърл Ривър
- Ред Ривър
- Риголет
- Сабин
- Селин Байо
- Тангипахоа
- Тинзас
- Уиски Чито Крийк